# Ryder Cup 2014

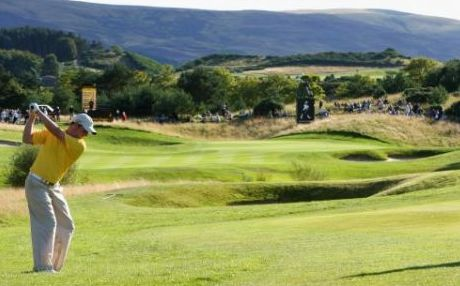
De baan

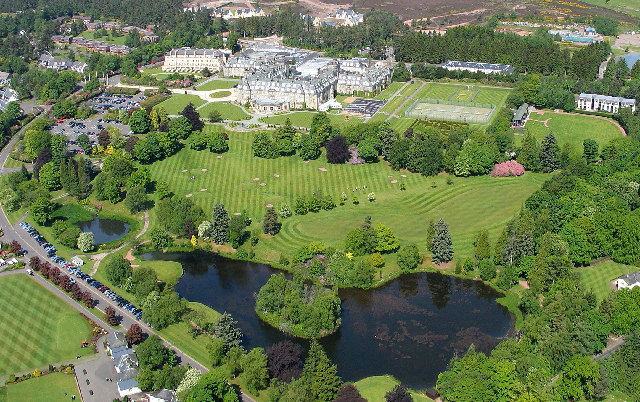
Het hotel

De 40ste Ryder Cup werd gespeeld van 26 tot en met 28 september 2014 op Gleneagles, een van de meest historische banen van Europa. Er werd gespeeld op de PGA Centenary Course, ontworpen door Jack Nicklaus. Het was de eerste keer sinds 1973 dat Schotland weer gastheer van de Ryder Cup was.
Het Europese team won met 16,5 punten tegen 11,5 punten voor het Amerikaanse team.

## Teams

### Europa
Captain van het Europese team was Paul McGinley. McGinley maakte in 2002 een lange putt waardoor Europa's overwinning vast stond. Hij speelde ook in 2004 en 2006 mee. In 2010 was hij assistent-captain van Colin Montgomerie en in 2012 van José María Olazábal. Zijn team bestond uit:
- 4 spelers van de Ryder Cup Puntenlijst
- 5 spelers van de wereldranglijst
- 3 wildcards

De punten tellen vanaf het ISPS Handa Wales Open 2013. Een punt is € 1.000.

### Verenigde Staten
Captain van het Amerikaanse team was de toen net 65 jaar geworden Tom Watson. Hij is de oudste captain ooit van een Ryder Cup Team. Het record stond sinds 1933 op naam van John Henry Taylor, die toen 62 jaar was. Watson was captain van het winnende team in 1993. Zijn team bestond uit:
- de top-9 van de Ryder Cup Puntenlijst
- 3 wildcards

De punten werden verdiend in de Majors van 2013 en het prijzengeld op de PGA Tour vanaf het Frys.com Open op 10 oktober 2013 t/m het PGA Championship dat op 10 augustus 2014 werd gespeeld. Een punt = $1,000, maar sommige toernooien tellen dubbel en sommige maar half.
| Europa - Paul McGinley 3, captain - Des Smyth 2, vice-captain - Sam Torrance 8, vice-captain - Thomas Bjørn 2 - Jamie Donaldson 0 - Victor Dubuisson 0 - Sergio Garcia 6 - Martin Kaymer 2 - Graeme McDowell 3 - Rory McIlroy 2 - Justin Rose 2 - Henrik Stenson 1 Wildcards - Stephen Gallacher 0 - Ian Poulter 4 - Lee Westwood 6 | Verenigde Staten - Tom Watson 4, captain - Andy North 1, vice-captain - Raymond Floyd 8, vice-captain - Steve Stricker 4, vice-captain - Rickie Fowler 1 - Jim Furyk 7 - Zach Johnson 3 - Matt Kuchar 2 - Phil Mickelson 9 - Patrick Reed 0 - Jordan Spieth 0 - Jimmy Walker 0 - Bubba Watson 2 Wildcards - Keegan Bradley 1 - Hunter Mahan 1 - Webb Simpson 1 |

Het getal achter de spelersnaam geeft aan hoe vaak hij al in de Ryder Cup gespeeld heeft.

## Vrijdag
Op vrijdag werden vier fourballs en vier foursomepartijen gespeeld. De captains bepaalden de teamsamenstellingen en de volgorde van afslaan. Aan het einde van de dag stond Europa voor met 5–3.
| Four-ball                     |                                |                               |
| Vlag van Europa               | Score                          | Vlag van Verenigde Staten     |
| Justin Rose Henrik Stenson    | Europa won met 5 & 4           | Bubba Watson Webb Simpson     |
| Thomas Bjørn Martin Kaymer    | Halved                         | Rickie Fowler Jimmy Walker    |
| Stephen Gallacher Ian Poulter | Verenigde Staten won met 5 & 4 | Jordan Spieth Patrick Reed    |
| Sergio Garcia Rory McIlroy    | Verenigde Staten won met 1Up   | Keegan Bradley Phil Mickelson |
|                               | Sessie 1: 1½ – 2½              |                               |
|                               | 1½ – 2½                        |                               |

| Foursomes                        |                      |                               |
| Vlag van Europa                  | Score                | Vlag van Verenigde Staten     |
| Jamie Donaldson Lee Westwood     | Europa won met 2Up   | Jim Furyk Matt Kuchar         |
| Justin Rose Henrik Stenson       | Europa won met 2 & 1 | Hunter Mahan Zach Johnson     |
| Rory McIlroy Sergio Garcia       | Halved               | Jimmy Walker Rickie Fowler    |
| Victor Dubuisson Graeme McDowell | Europa won met 3 & 2 | Phil Mickelson Keegan Bradley |
|                                  | Sessie 2: 3½ – ½     |                               |
|                                  | Totaal: 5 – 3        |                               |

## Zaterdag
Op zaterdag werden ook vier fourballs en vier foursomes gespeeld. De captain bepaalde welke speler in welke partij speelde.
| Four-ball                    |                                |                            |
| Vlag van Europa              | Score                          | Vlag van Verenigde Staten  |
| Justin Rose Henrik Stenson   | Europa won met 3 & 2           | Bubba Watson Matt Kuchar   |
| Jamie Donaldson Lee Westwood | Verenigde Staten won met 4 & 3 | Jim Furyk Hunter Mahan     |
| Thomas Bjørn Martin Kaymer   | Verenigde Staten won met 5 & 3 | Patrick Reed Jordan Spieth |
| Rory McIlroy Ian Poulter     | Halved                         | Jimmy Walker Rickie Fowler |
|                              | Sessie 3: 1½ – 2½              |                            |
|                              | Totaal: 6½ – 5½                |                            |

| Foursomes                        |                    |                            |
| Vlag van Europa                  | Score              | Vlag van Verenigde Staten  |
| Jamie Donaldson Lee Westwood     | Europa won met 2&1 | Zach Johnson Matt Kuchar   |
| Sergio Garcia Rory McIlroy       | Europa won met 3&2 | Jim Furyk Hunter Mahan     |
| Martin Kaymer Justin Rose        | Halved             | Jordan Spieth Patrick Reed |
| Victor Dubuisson Graeme McDowell | Europa won met 5&4 | Jimmy Walker Rickie Fowler |
|                                  | Sessie 4: 3½ – ½   |                            |
|                                  | Totaal: 10 – 6     |                            |

## Zondag
Op zondag werden 12 singles gespeeld. De volgorde van de 12 spelers werd door de captains bepaald. Rory McIlroy stond na vijf holes al 6 voor en behaalde een ruime overwinning. Er waren 28 punten te verdelen Europa had al 10 punten en moest dus proberen 4½ punt bij de singles te behalen. Het winnende punt werd behaald door Jamie Donaldson. Europa won voor de elfde keer in de laatste vijftien Ryder Cups.
| Singles           |                                |                           |
| Vlag van Europa   | Score                          | Vlag van Verenigde Staten |
| Graeme McDowell   | Europa won met 2 & 1           | Jordan Spieth             |
| Henrik Stenson    | Verenigde Staten won met 1Up   | Patrick Reed              |
| Rory McIlroy      | Europa won met 5 & 4           | Rickie Fowler             |
| Justin Rose       | Halved                         | Hunter Mahan              |
| Stephen Gallacher | Verenigde Staten won met 3 & 1 | Phil Mickelson            |
| Martin Kaymer     | Europa won met 4 & 2           | Bubba Watson              |
| Thomas Bjørn      | Verenigde Staten won met 4 & 3 | Matt Kuchar               |
| Sergio García     | Europa won met 1Up             | Jim Furyk                 |
| Ian Poulter       | Halved                         | Webb Simpson              |
| Jamie Donaldson   | Europa won met 5 & 3           | Keegan Bradley            |
| Lee Westwood      | Verenigde Staten won met 3 & 2 | Jimmy Walker              |
| Victor Dubuisson  | Halved                         | Zach Johnson              |
|                   | Sessie 5: 6½ – 5½              |                           |
| 16½               | Einduitslag                    | 11½                       |

## Trivia
- Paul McGinley heeft in zes winnende teams gezeten, drie als speler, twee als vice-captain en nu als captain.
- De beste totaalscore: Justin Rose 4 punten, Patrick Reed evenals rookie Jamie Donaldson 3½ punten.

1927 · 1929 · 1931 · 1933 · 1935 · 1937 · 1947 · 1949 · 1951 · 1953 · 1955 · 1957 · 1959 · 1961 · 1963 · 1965 · 1967 · 1969 · 1971 · 1973 · 1975 · 1977 · 1979 · 1981 · 1983 · 1985 · 1987 · 1989 · 1991 · 1993 · 1995 · 1997 · 1999 · 2002 · 2004 · 2006 · 2008 · 2010 · 2012 · 2014 · 2016 · 2018 · 2021 · 2023
Lijst van deelnemers · Junior Ryder Cup
 South African Open Championship ·
 Alfred Dunhill Championship ·
 Nedbank Golf Challenge ·
 Hong Kong Open ·
 Nelson Mandela Championship ·
 Volvo Golf Champions ·
 Abu Dhabi Golf Championship ·
 Commercialbank Qatar Masters ·
 Dubai Desert Classic ·
 Joburg Open ·
 Africa Open ·
 WGC-Accenture Match Play Championship ·
 Tshwane Open ·
 WGC-Cadillac Championship ·
 Trophée Hassan II ·
 EurAsia Cup ·
 NH Collection Open ·
 The Masters ·
 Maybank Malaysian Open ·
 Volvo China Open ·
 The Championship at Laguna National ·
 Madeira Islands Open ·
 Open de España ·
 BMW PGA Championship ·
 Nordea Masters ·
 Lyoness Open ·
 US Open ·
 Iers Open ·
 BMW International Open ·
 Open de France ·
 Scottish Open ·
 The Open Championship ·
 M2M Russian Open ·
 WGC-Bridgestone Invitational ·
 US PGA Championship ·
 Made in Denmark ·
 D+D Real Czech Masters ·
 Italiaans Open ·
 European Masters ·
 KLM Open ·
 Wales Open ·
 Ryder Cup ·
 Alfred Dunhill Links Championship ·
 Portugal Masters ·
 Volvo World Match Play Championship ·
 Perth International ·
 BMW Masters ·
 WGC-HSBC Champions ·
 Turks Open ·
 Dubai World Championship